# Seznam rozhlasových stanic na Slovensku
Toto je seznam rozhlasových stanic a rádií vysílajících přes pozemní vysílače, a internet na Slovensku.

## Slovenský rozhlas
- Rádio Slovensko
- Rádio Regina
- Rádio Devín
- Rádio_FM
- Rádio Patria
- Rádio Slovensko Mezinárodní - přístupné přes satelitní příjem a internet
- Rádio Classic - dostupné přes satelit a internet
- Rádio Litera - dostupné přes satelit a internet
- Rádio Junior - dostupné přes satelit a internet

Všechny stanice Slovenského rozhlasu jsou součástí 3. (veřejné služby) multiplexu DVB-T.

## Multiregionální rozhlasové stanice
- Rádio Best FM
- Dobré rádio
- Europa 2
- Rádio Expres
- Fun Rádio
- Rádio Melody
- Rádio Lumen
- Rádio Rock
- Rádio Vlna

## Regionální rozhlasové stanice
vysílající jen v jednom/více regionech
- Rádio 7
- Rádio Beta
- Rádio Košice
- Rádio Rebeca
- Rádio WOW
- Záhorácke Rádio

## Lokální rozhlasové stanice
vysílající  jen v jednom městě
- Rádio Liptov
- Rádio Modra
- Rádio Piešťany
- Rádio Plus
- Rádio SiTy
- SKY
- Rádio Viva Metropol

## Internetová rádia
vysílající jen přes internet
- G-Radio
- Radio Bunker
- Rádio Janko Hraško
- Slobodný vysielač
- Rádio TLIS